# Portugalete
Portugalete is een gemeente in de Spaanse provincie Biskaje, in de regio Baskenland, met een oppervlakte van 3 km². Portugalete vormt een deel van Groot Bilbao (Gran Bilbao) en telde in 2001 51.066 inwoners.
De Rivier Nervión stroomt tussen twee steden, Portugalete aan de linkeroever en Las Arenas aan de rechteroever. Vanwege de grote natuurlijke riviermonding, El Abra, was Portugalete in de middeleeuwen (tussen 1300 en 1511) een belangrijke zeehaven. In 1511 kreeg de Poort van Bilbao handelsrechten, waarna het belang van Portugalete als haven afnam.

## Monumenten

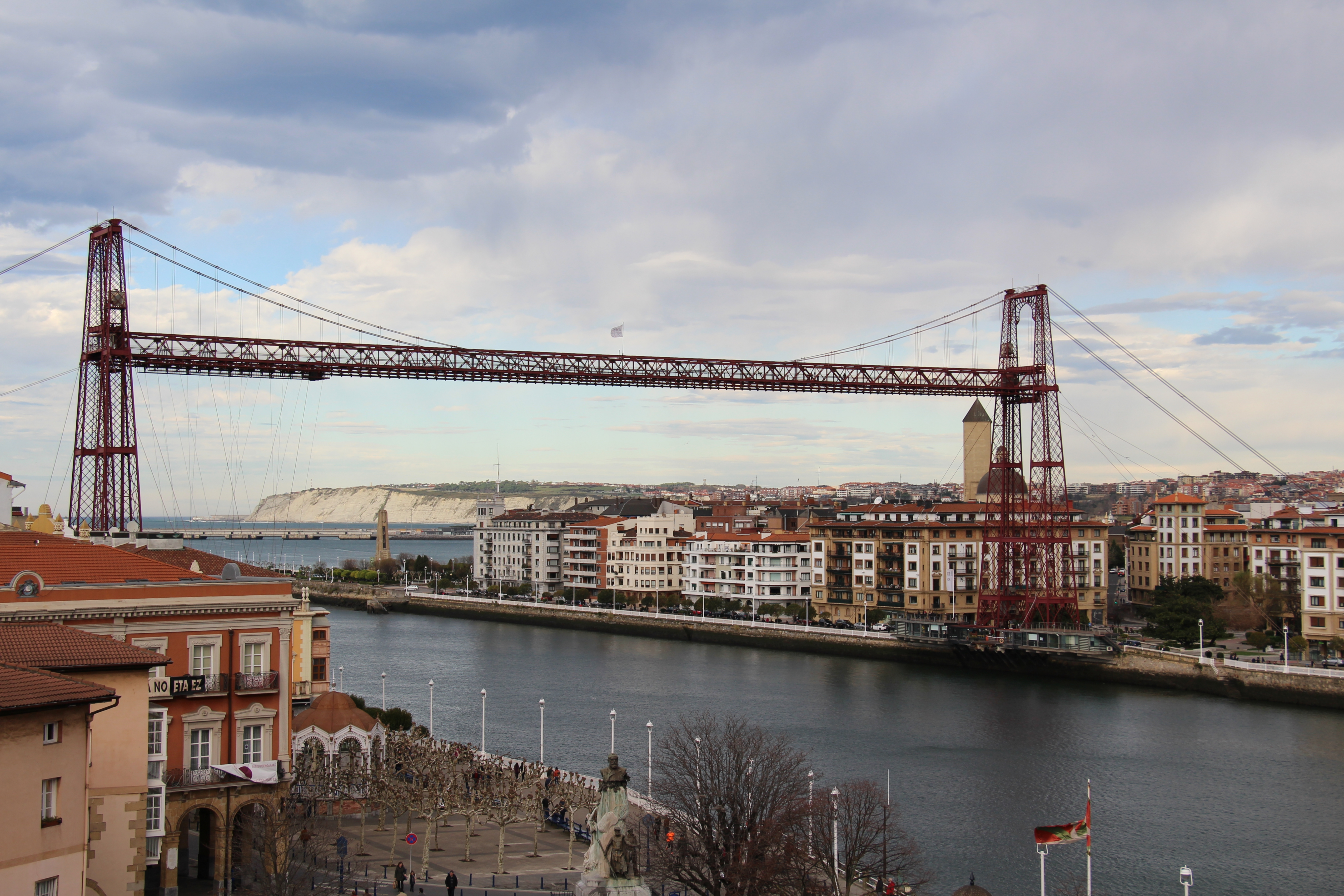
Puente Colgante

### De Hangende Brug (Puente Colgante)
In Spanje is Portugalete bekend vanwege de Brug van Biskaje (voornamelijk bekend als de Hangende Brug (Puente Colgante)) een zogenaamde zweefbrug. De brug bestaat uit een groot frame, waaraan een klein platform hangt. Dit platform beweegt tussen de twee rivieroevers heen en weer via een tractiesysteem - een pendeldienst. De Brug van Biskaje is sinds 13 juli 2006 door UNESCO als werelderfgoed erkend.

### Andere monumenten
De Basílica Santa María uit de 15de eeuw, de Toren van Salazar en het gemeentegebouw zijn belangrijke monumenten. Er bestaan nog steeds middeleeuwse structuren in het oudere stadsdeel.

## Evenementen en feesten
Het feest van de stad heet San Roque (Spaans: Fiestas de San Roque). Het feest duurt vier dagen en vindt elk jaar van 14 tot en met 17 augustus plaats. De dag van San Roque wordt officieel op 16 augustus gevierd. Eén dag van tevoren, op 15 augustus, wordt het liedje La Diana Portugaluja in de ochtend gezongen. De Portugalujos, degenen die in Portugalete wonen (of daarvandaan komen), komen dan in het gemeentegebouw bijeen en zingen om het feest te verlevendigen.

## Demografische ontwikkeling
Bron: INE; 1857-2011: volkstellingen

## Geboren
- Erik Morán (25 mei 1991), voetballer
- Ander Capa (14 mei 1992), voetballer
- Unai Núñez (30 januari 1997), voetballer